# Karl Hermann Rudorf
Karl Hermann Rudorf (* 5. Juni 1823 in Tharandt; † 19. Juli 1880 in Dresden) war ein deutscher Forstwissenschaftler.

## Leben
Rudorf besuchte die Dorfschule in Hinterhermsdorf und erhielt seine weitere schulische Ausbildung am Freimaurerinstitut zu Dresden. 1839 bestand er seine forstliche Lehrzeit auf dem Neustädter Revier. 1840 bis 1842 studierte er an der Forstlichen Lehranstalt Tharandt. 1846 legte er die Staatsforstprüfung ab. Am 1. September 1849 rückte Rudorf zum Forstconducteur auf. In dieser Eigenschaft verblieb er bis 1857 bei der Forsteinrichtungsanstalt. Am 1. Februar 1864 wurde er zum Forstinspektor daselbst ernannt und am 1. November 1865 zum Bezirksoberforstmeister in Bärenfels befördert.
Als 1876 der Direktor der Forsteinrichtungesanstalt Roch als Landforstmeister an die Spitze des sächsischen Forstwesens berufen wurde, zögerte er nicht, die hierdurch erledigte und ihm angetragene Direktorstelle am 1. Februar des genannten Jahres zu übernehmen. Rudorf bekleidete die Stelle bis zu seinem Tode. Daneben wirkte er zugleich als Mitglied der Prüfungskommission für den Höheren Staatsforstdienst und als Mitglied der Kommission für das forstliche Versuchswesen.